# Rickey Williams
Richard C. Williams, detto Rickey (Buffalo, 12 marzo 1957), è un ex cestista statunitense, professionista nella NBA.

## Carriera
Venne selezionato dai New Orleans Jazz al decimo giro del Draft NBA 1978 (190ª scelta assoluta).